# Памятный знак «Шлагбаум»
Памятный знак «Шлагбаум» — стела в Таганроге, символизирующая границу старого города.

## История
В начале 1770-х годов в том месте, где сходились степные дороги, ведущие в Троицкую крепость, была установлена караульная будка и шлагбаум, с помощью которого солдаты контролировали проезд транспорта. Позднее пост использовался для сбора налога на дорожное строительство с каждой груженой подводы, а возле городского шлагбаума образовалась Въездная площадь.
Каменный городской шлагбаум был построен в честь победы над Наполеоном и открыт для обозрения 27 сентября 1814 года. Шлагбаум одновременно означал городскую черту, которая проходила на этом месте до конца XIX века.
Это был редкий образец инженерного искусства, выполненный в стиле раннего классицизма. Автор проекта неизвестен. По обе стороны дороги стояли два одинаковых столба: в основании — массивная каменная квадратная тумба, на ней высокая четырёхгранная сложенная из кирпича, оштукатуренная и побеленная пирамида, оканчивающаяся огромным медным шаром, увенчанным символом российского государства — двуглавым орлом. На фасадной части каждой пирамиды был закреплён герб города, пожалованный Таганрогу в 1808 году императором Александром I.
В начале XX века городские власти произвели капитальный ремонт памятника — каменные колонны и их основания были оштукатурены цементным раствором, а на шары и двуглавые орлы была заново нанесена позолота.
В советское время, в 1920 году, вся геральдика с колонн шлагбаума была снята.
Две стелы шлагбаума продолжали стоять до 1969 года. Под предлогом, что они мешают движению транспорта, 19 октября 1969 года стелы ночью были разрушены.
В октябре 1974 года на углу Петровской улицы и улицы Дзержинского был открыт реконструированный сквер. В память о городском шлагбауме была построена уменьшенная копия одной стелы. Проект по сохранившимся фотографиям выполнила архитектор Э. Е. Бронзова.
На стелу, как и на оригинальные, был установлен герб Таганрога, но, как отмечает таганрогский дизайнер и фотохудожник Владимир Верготи, вместо кадуцея в правое нижнее поле герба был помещён меч.
В устройстве сквера и его оформлении принимали участие многие предприятия Орджоникидзевского района Таганрога. Изготовление металлического шара, венчающего стелу, было поручено оборонному заводу «Красный гидропресс».

## Галерея

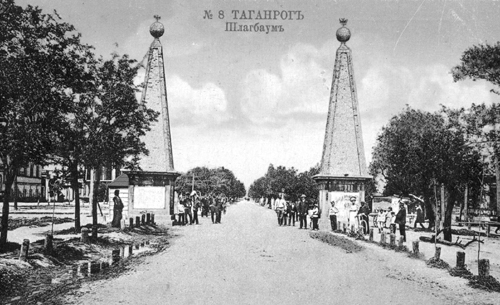
Шлагбаум. 1900-е.